# 聖卡斯托爾教堂
聖卡斯托爾教堂（德語：Basilika St. Kastor）是德國萊茵蘭-普法茲城市科布倫茨的一座教堂，也是科布倫茨歷史最古老的教堂。聖卡斯托爾教堂靠近萊茵河和摩澤爾河的交匯處德意志之角。2002年開始，聖卡斯托爾教堂是世界遺產萊茵河古的一部分。教堂的歷史起源自817年至836年。

## 外部連結
- .   [4 May 2011]. （原始内容存档于2021-01-26） （德语）.
- .   [4 May 2011]. （原始内容存档于2021-01-25） （德语）.
- .   [25 August 2014]. （原始内容存档于2014年7月20日）.

50°21′44″N 07°36′16″E / 50.36222°N 7.60444°E